# Condado de Beaufort (Carolina del Sur)
El condado de Beaufort (en inglés: Beaufort County, South Carolina), fundado en 1769, es uno de los 46 condados del estado estadounidense de Carolina del Sur. En el año 2000 tenía una población de 120 937 habitantes con una densidad poblacional de 80 personas por km². La sede del condado es Beaufort.
Las dos partes de la provincia están conectados físicamente a través del Broad River Bridge. A pesar de la conectividad, a menudo el "norte de Broad" y "el sur de Broad", las poblaciones de la comarca se encuentran en desacuerdo sobre cuestiones de todo el condado.

## Geografía
Según la Oficina del Censo, el condado tiene un área total de 2391 km² (923,2 mi²), de la cual 1520 km² (586,9 mi²) es tierra y 870 km² (335,9 mi²) es agua.

### Condados adyacentes
- Condado de Colleton norte
- Condado de Jasper oeste
- Condado de Hampton noroeste

## Demografía
En el 2000 la renta per cápita promedia del condado era de $46 992, y el ingreso promedio para una familia era de $52 704. El ingreso per cápita para el condado era de $25 377. En 2000 los hombres tenían un ingreso per cápita de $30 541 contra $25 284 para las mujeres. Alrededor del 10.70% de la población estaba bajo el umbral de pobreza nacional.

## Lugares

### Ciudades y pueblos
- Beaufort
- Bluffton
- Burton
- Hardeeville
- Laurel Bay
- Shell Point
- Yemassee

### Islas
| - Dataw Island - Daufuskie Island - Fripp Island - Harbor Island - Hilton Head Island - Hunting Island - Lady's Island - Parris Island - Port Royal - Saint Helena - Pritchard Island (deshabitada estación de investigación) | - Little Capers Island (deshabitada) - Callawassie Island - Spring Island - Bull Island - Lemon Island - Barataria Island - Cane Island - Coosaw Island - Morgan Island - St. Phillips Island - Warsaw Island - Grays Hill - Poppy Hill |

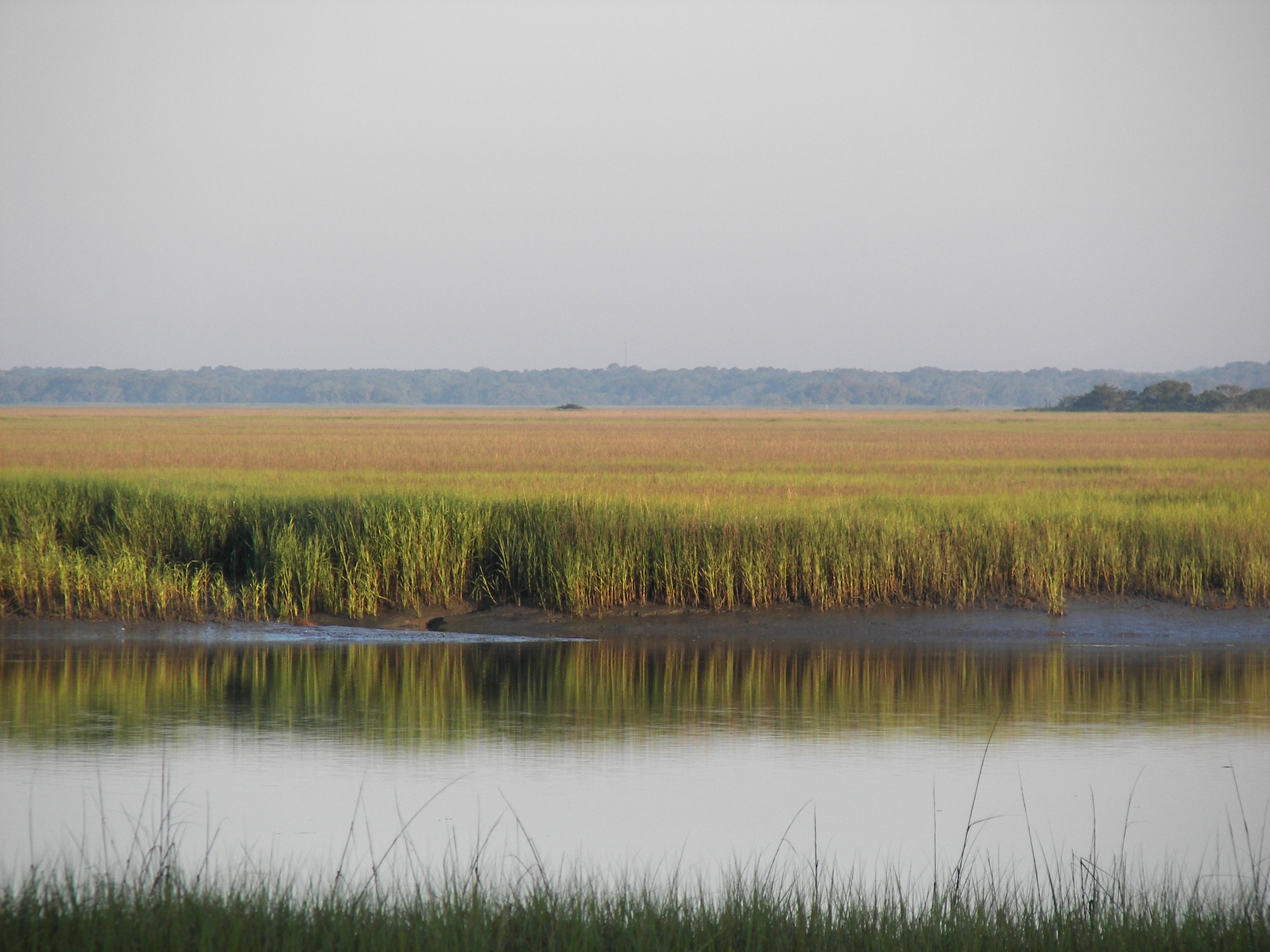
Isla Hunting